# Collegio uninominale Emilia-Romagna - 04 (Senato della Repubblica 2020)
Il collegio elettorale uninominale Emilia-Romagna - 04 è un collegio elettorale uninominale della Repubblica Italiana per l'elezione del Senato della Repubblica.

## Territorio
Come previsto dalla legge n. 51 del 27 maggio 2019, il collegio è stato definito tramite decreto legislativo all'interno della circoscrizione Emilia-Romagna.
È formato dal territorio dell'intera provincia di Ravenna (18 comuni) e dell'intera provincia di Ferrara (21 comuni).
Il collegio è parte del collegio plurinominale Emilia-Romagna - 02.

## Eletti
| Elezione | Elezione | Senatore        | Partito           |
| -------- | -------- | --------------- | ----------------- |
|          | 2022     | Alberto Balboni | Fratelli d'Italia |

## Dati elettorali

### XIX legislatura
Come previsto dalla legge elettorale, 74 senatori sono eletti con sistema a maggioranza relativa in altrettanti collegi uninominali a turno unico.
| Candidati                                 | Candidati                 | Voti    | %     | Liste                                                | Voti    | %     |
| ----------------------------------------- | ------------------------- | ------- | ----- | ---------------------------------------------------- | ------- | ----- |
|                                           | Alberto Balboni ✔️ Eletto | 160 959 | 42,09 | Fratelli d'Italia                                    | 103 069 | 26,95 |
| Lega per Salvini Premier                  | Alberto Balboni ✔️ Eletto | 160 959 | 42,09 | 33 926                                               | 8,87    |       |
| Forza Italia                              | Alberto Balboni ✔️ Eletto | 160 959 | 42,09 | 21 845                                               | 5,71    |       |
| Noi moderati/Lupi - Toti - Brugnaro - UDC | Alberto Balboni ✔️ Eletto | 160 959 | 42,09 | 2 119                                                | 0,55    |       |
|                                           | Manuela Rontini           | 132 597 | 34,67 | Partito Democratico-IDP                              | 105 151 | 27,50 |
| Alleanza Verdi e Sinistra                 | Manuela Rontini           | 132 597 | 34,67 | 14 191                                               | 3,71    |       |
| +Europa                                   | Manuela Rontini           | 132 597 | 34,67 | 11 981                                               | 3,13    |       |
| Impegno Civico - Centro Democratico       | Manuela Rontini           | 132 597 | 34,67 | 1 274                                                | 0,33    |       |
|                                           | Anastasia Ruggeri         | 33 906  | 8,87  | Movimento 5 Stelle                                   | 33 906  | 8,87  |
|                                           | Sylvia Kranz              | 29 288  | 7,66  | Azione - Italia Viva - Calenda                       | 29 288  | 7,66  |
|                                           | Paola Fuschini            | 8 463   | 2,21  | Italexit                                             | 8 463   | 2,21  |
|                                           | Giorgio Franchi           | 4 338   | 1,13  | Italia Sovrana e Popolare                            | 4 338   | 1,13  |
|                                           | Luca Teodori              | 4 296   | 1,12  | Vita                                                 | 4 296   | 1,12  |
|                                           | Mirna Testi               | 3 972   | 1,04  | Unione Popolare                                      | 3 972   | 1,04  |
|                                           | Roberta Trivellato        | 2 860   | 0,75  | Partito Animalista Italiano – UCDL – 10 Volte Meglio | 2 860   | 0,75  |
|                                           | Carla Lodi                | 1 053   | 0,28  | Alternativa per l'Italia (PdF - Exit)                | 1 053   | 0,28  |
|                                           | Divo Pirini               | 386     | 0,10  | Destre Unite                                         | 386     | 0,10  |
|                                           | Maria Rosa Tosi           | 304     | 0,08  | Noi di Centro – Europeisti                           | 304     | 0,08  |
| Totale                                    | Totale                    | 382 422 | 100   |                                                      | 382 422 | 100   |
|                                           |                           |         |       |                                                      |         |       |
| Voti non validi                           | Voti non validi           | 15 995  | 4,01  |                                                      |         |       |
| Votanti                                   | Votanti                   | 398 417 | 71,07 |                                                      |         |       |
| Elettori                                  | Elettori                  | 560 575 |       |                                                      |         |       |